# Tibagi (kommun)
Tibagi är en kommun i Brasilien.   Den ligger i delstaten Paraná, i den södra delen av landet, 1 000 km söder om huvudstaden Brasília. Antalet invånare är 19 332.
Följande samhällen finns i Tibagi:
- Tibagi

I omgivningarna runt Tibagi växer i huvudsak städsegrön lövskog. Runt Tibagi är det mycket glesbefolkat, med 4 invånare per kvadratkilometer.